# Нова Гута (Чортківський район)
Нова́ Гу́та — село в Україні, у Монастириській міській громаді Чортківського району Тернопільської області. Розташоване на півночі району. Підпорядковане Горішньослобідській сільраді (до 2018). Від 2018 року ввійшло у склад Монастириської міської громади.
Населення — 164 особи (2001).

## Історія
Поблизу Нової Гути виявлено археологічні пам'ятки давньоруської культури.
В шематизмі УГКЦ за 1841 р. село не згадане. У 1880 р. проживали: 32 українців (6,0 %), 481 (89,4 %) поляків, 25 (4,6 %) євреїв. У 1900 р.: 45 українців (6,4 %), 638 (92,3 %) поляків, 9 (1,3 %) євреїв. У 1939 р.: 25 українців (3,1 %), 775 (96,9 %) поляків. У 1939 р. прихильники УГКЦ належали до парафії у Монастириськах, а римо-католики до місцевої парафії заснованої у 1925 р. У селі діяла початкова школа з польською мовою навчання.
У 1921 р. мешкальних домів 147, у 1931 р. 148. Територія громади — 6,44 кв. км. У склад громади входив присілок з 4-ма змішаними польсько-українськими родинами Ізабеля.
Протягом 1962–1966 село належало до Бучацького району. 
12 червня 2020 року, відповідно до розпорядження Кабінету Міністрів України № 724-р «Про визначення адміністративних центрів та затвердження територій територіальних громад Тернопільської області» увійшло до складу Монастириської міської громади.
19 липня 2020 року, в результаті адміністративно-територіальної реформи та ліквідації Монастириського району, село увійшло до складу Чортківського району.

## Релігія
- церква святого архістратига Михаїла (1881, дерев'яна),
- костел Відвідання Єлизавети Пресвятою Дівою Марією (1932).

## Соціальна сфера
Діє клуб.

## Населення

### Мова
Розподіл населення за рідною мовою за даними перепису 2001 року:
| Мова       | Кількість | Відсоток |
| ---------- | --------- | -------- |
| українська | 163       | 99.39%   |
| польська   | 1         | 0.61%    |
| Усього     | 164       | 100%     |

## Відомі люди

### Народилися

- Руслан Дерев'яник (1976—2016) — військовик 72-ї окремої механізованої бригади, учасник АТО.
- Станіслав Падевський (1932—2017) — єпископ Харківсько-Запорізької дієцезії Римо-католицької церкви.

## Галерея

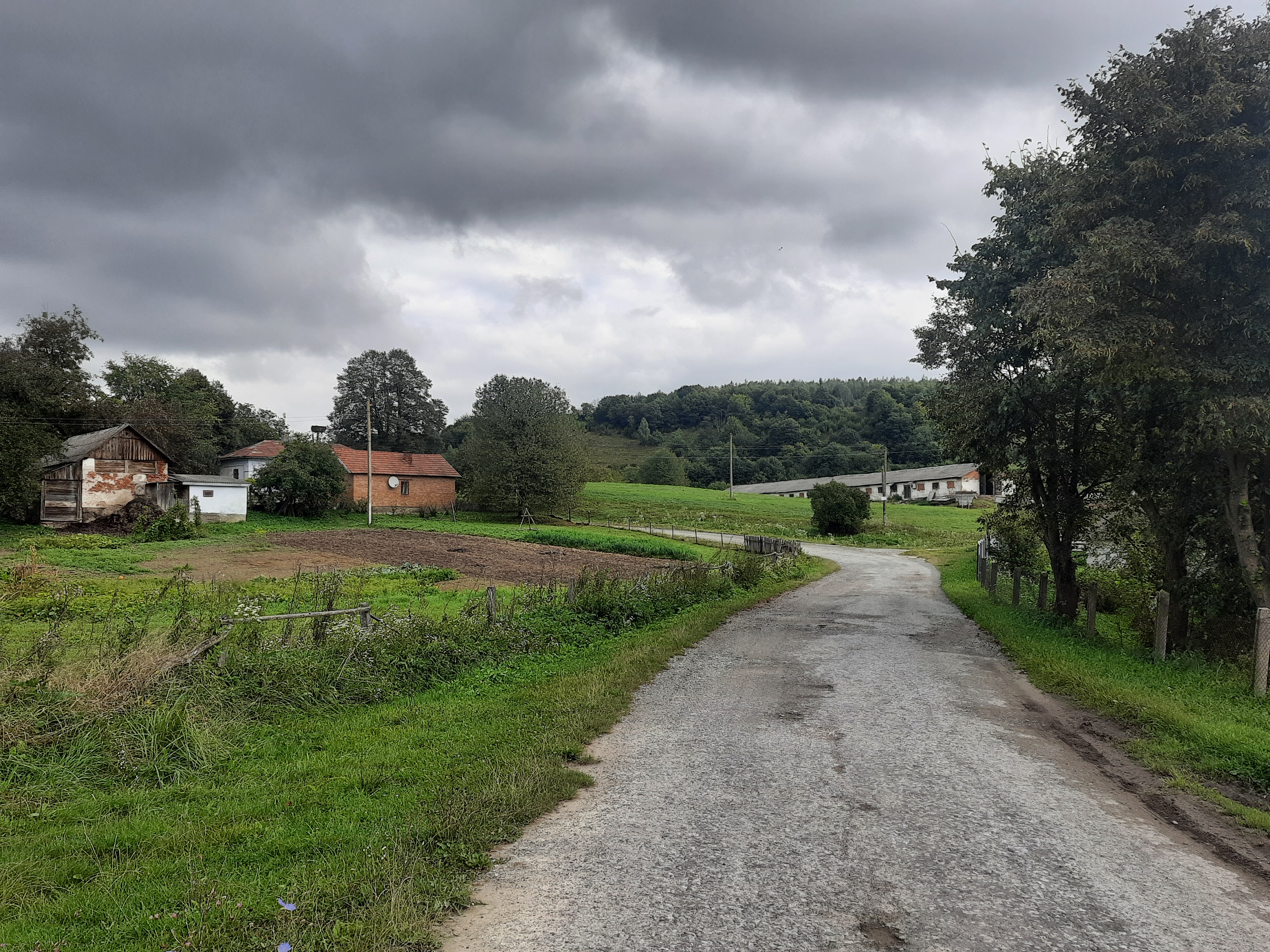
В'їзд у село
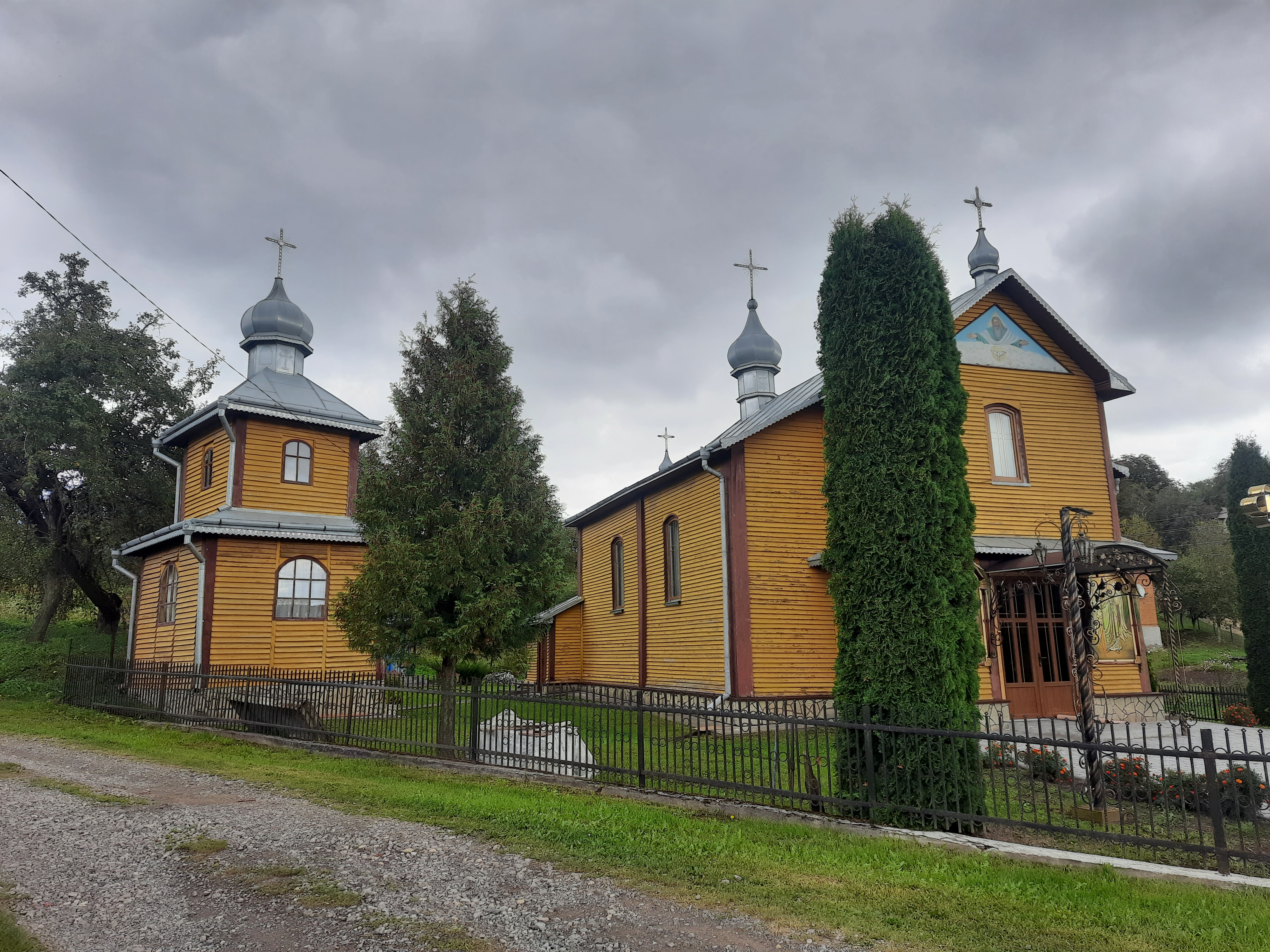
Церква Святого Архістратига Михаїла
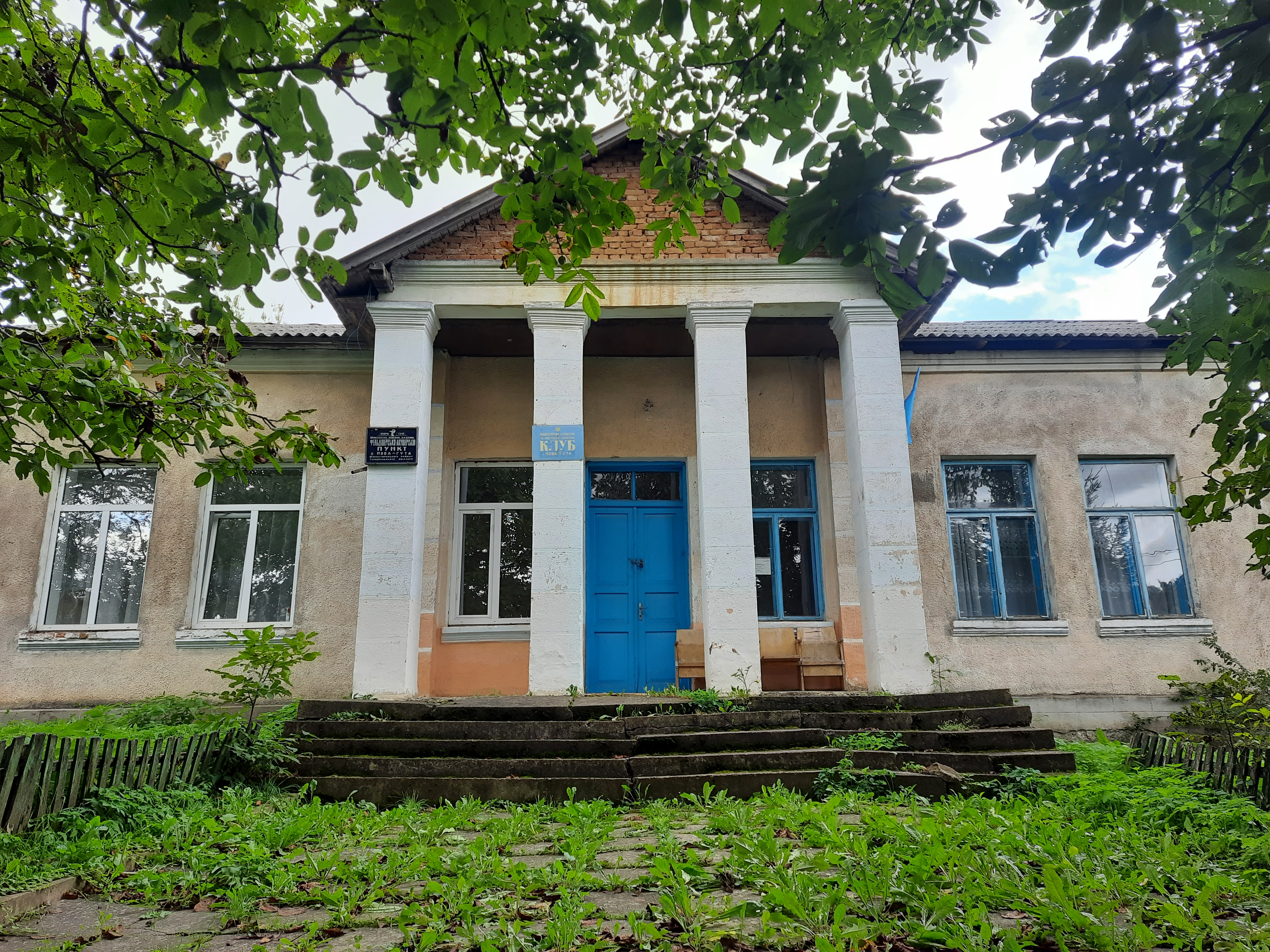
Клуб
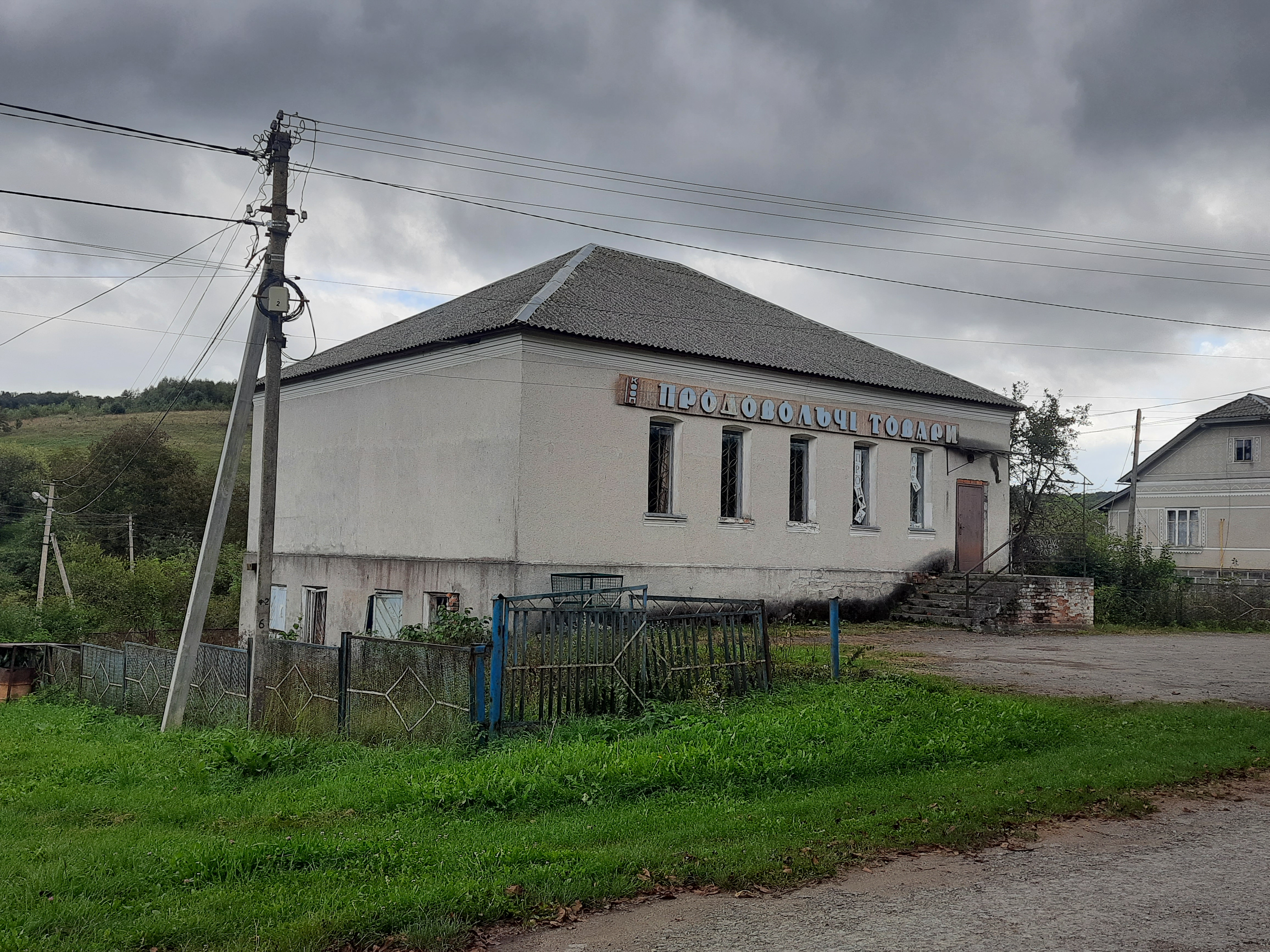
Крамниця
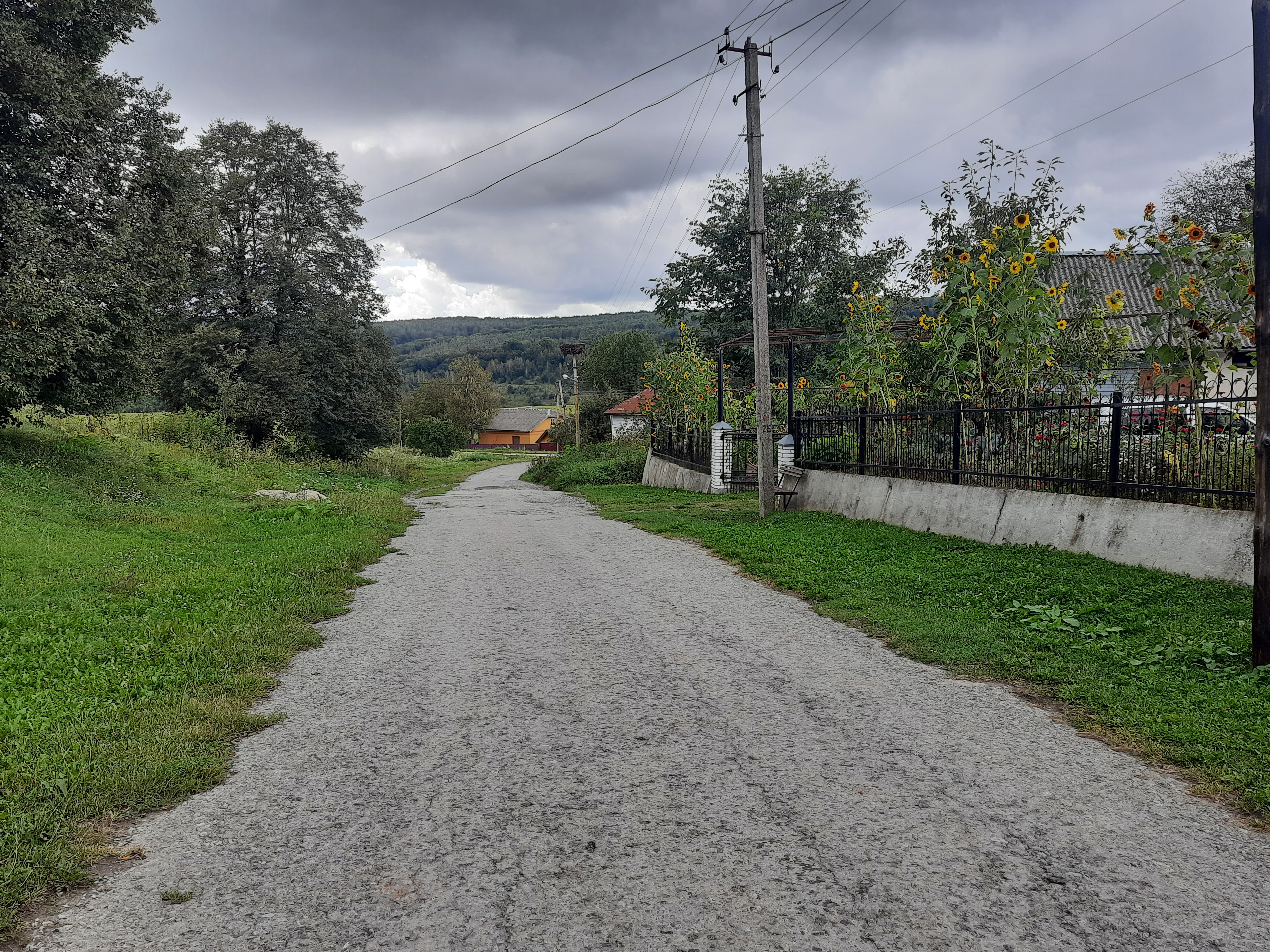
Сільська вулиця